# KAFE

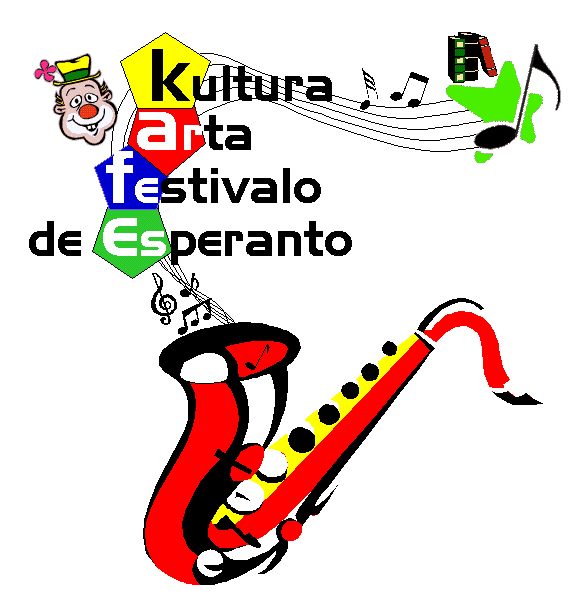
Reclame voor KAFE 2000

Het Kultura Arta Festivalo de Esperanto (KAFE) (letterlijk vertaald:'Cultureel Esperanto Kunstenfestival') is een festival rond originele Esperantocultuur dat plaatsvond in het Franse Toulouse in de zomer van het jaar 2000.
Het werd georganiseerd door Floréal Martorell (van EUROKKA) en het cultureel Esperantocentrum van Toulouse. Op het programma stonden theatervoorstellingen, muziek en literatuur in de internationale taal Esperanto.
In de zomer van 2006 zou KAFE opnieuw worden georganiseerd, eveneens in Toulouse, maar dat is niet doorgegaan.